# Vollberg (Steigerwald)
Der Vollberg ist ein 456 m ü. NHN hoher Berg im nördlichen Steigerwald.

## Geographie
Der Berg liegt im nördlichen Teil des Stadtgebietes von Gerolzhofen im unterfränkischen Landkreis Schweinfurt. Am Fuß des Ortes befindet sich der Markt Michelau im Steigerwald. Der Vollberg ist etwas höher als die benachbarten Höhenzüge und von ihnen weitgehend getrennt; außerdem ragt er weit in die vorgelagerte flachere Landschaft hinein, die rund 150 Höhenmeter tiefer liegt. Dadurch wirkt der Berg vor allem von der Westseite sehr markant und ist bereits von Weitem zu sehen. Östlich des Berges fließt die Rauhe Ebrach.

## Sehenswürdigkeiten
Auf dem Berg befindet sich der Ringwall Vollburg. Hierbei handelt es sich um eine abgegangene frühmittelalterliche Ringwallanlage Von der ehemaligen ovalen Burganlage, vermutlich eine Fluchtburg aus der Hallstattzeit, auf einer Fläche von etwa 240 mal 120 Meter ist nur noch ein Wallrest erhalten. Das Gebiet steht mit der Bezeichnung "Vorgeschichtliche Höhensiedlung mit Funden des Endneolithikums sowie der späten Hallstatt- und frühen Latènezeit sowie frühmittelalterliche Ringwallanlage "Vollburg". ( D-6-6028-00555) unter Denkmalschutz.